# Simon James Collander-Brown
| 158589 Snodgrass | 23 giugno 2002 |

Simon James Collander-Brown (...) è un astronomo britannico.
Si è laureato all'Università di Londra nel 1998.
Il Minor Planet Center gli accredita la scoperta di due asteroidi, effettuate entrambe nel 2002 in collaborazione con Alan Fitzsimmons.